# 搜索框

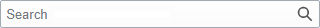
维基百科上的搜索框

搜索框（英語：search box）又稱搜索栏，是计算机程序（例如檔案管理器或网页浏览器）和网站上的图形控制元素。搜索框通常是一个单行文本框或搜索图标（在点击时将转换为搜索框）。用户在网页上的搜索框输入後就能查询相關內容，輸入的搜索內容會被提交给网络搜索引擎的服务器端脚本。搜索框通常带有一个搜索按钮（大多該按鈕的外形是一個放大镜符号），按下按鈕後就能提交搜索。